# Acromegalia

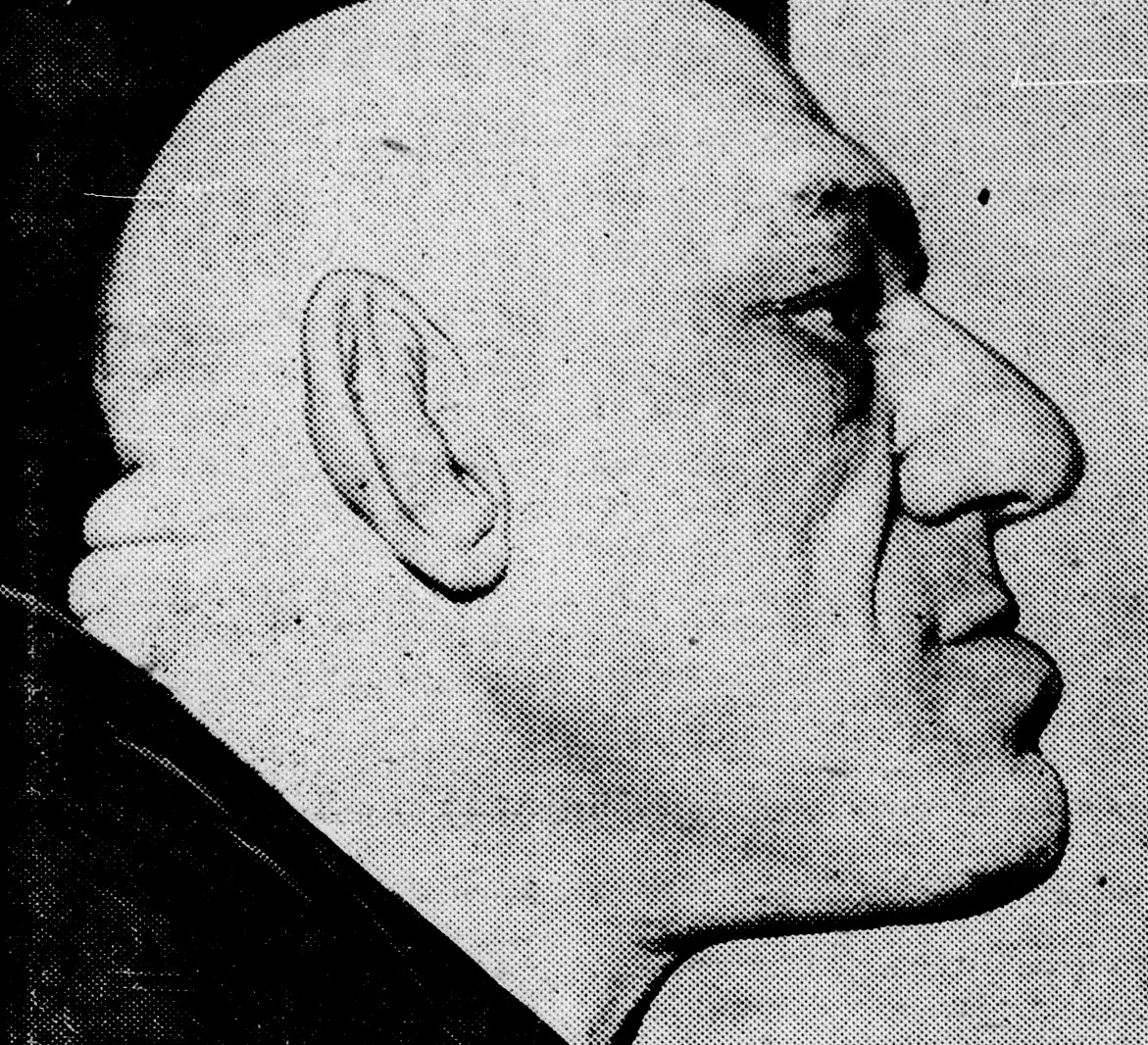
Maurice Tillet, en 1940.

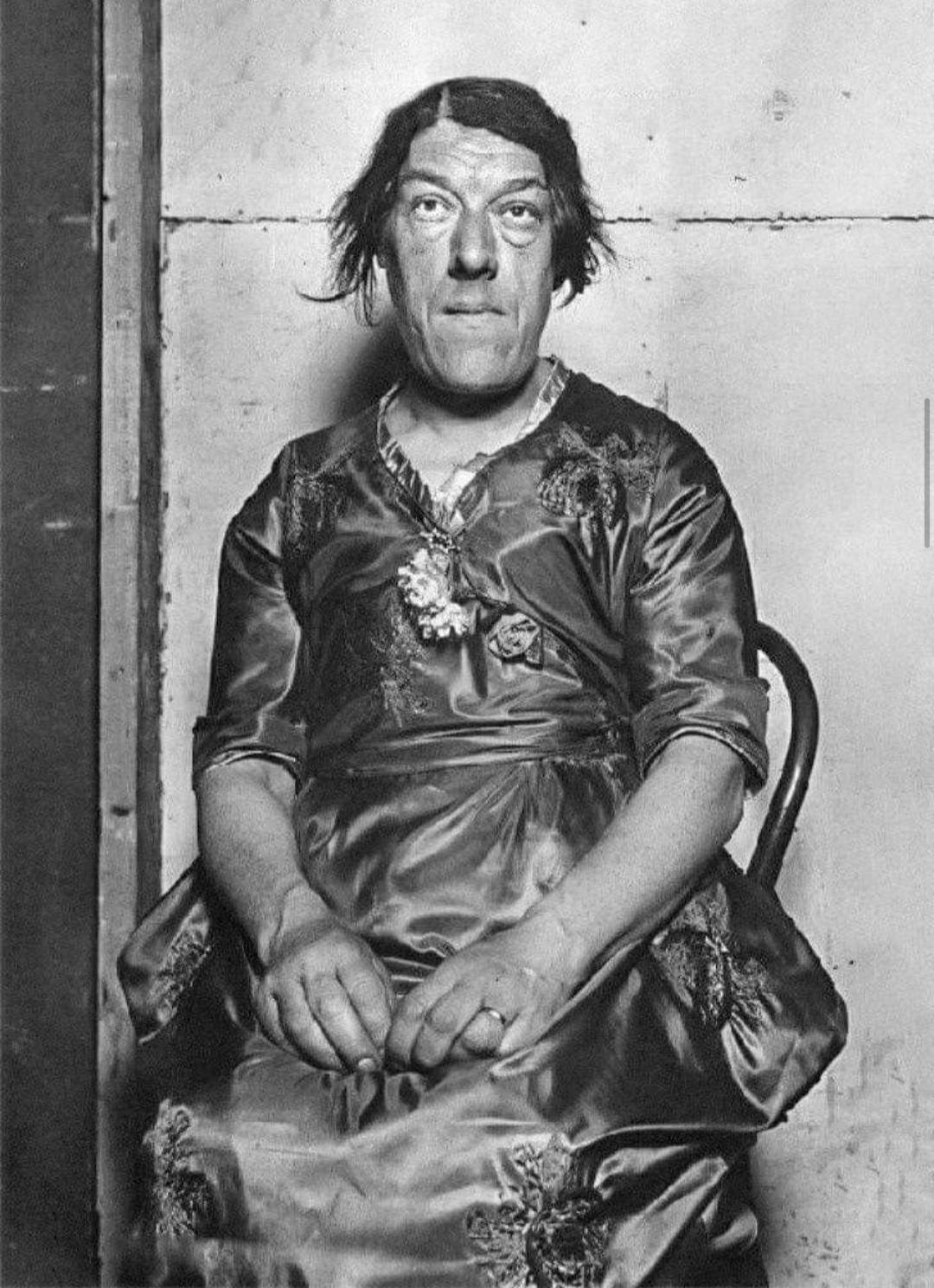
Mary Ann Bevan, a principios del.

La acromegalia es una enfermedad rara endocrina crónica, causada por una secreción excesiva de la hormona del crecimiento (HC o GH), la cual es producida en la glándula pituitaria o hipófisis. Aproximadamente en el 95 por ciento de los casos este exceso de la hormona del crecimiento se relaciona con el desarrollo de un tumor benigno de la pituitaria. También puede aparecer como efecto adverso del tratamiento con hormona del crecimiento artificial.
El término acromegalia se utiliza cuando la enfermedad se inicia en la edad adulta. Si aparece durante la infancia, se denomina gigantismo.
La acromegalia provoca desfiguración progresiva, especialmente de la cara y las extremidades, con tendencia al desarrollo excesivo de la mandíbula, frente ensanchada, abultada o con protuberancias, y crecimiento desproporcionado de las manos o los pies. Es común la aparición de manifestaciones sistémicas, por el agrandamiento de las vísceras y otros tejidos blandos, como el tiroides, el hígado, el riñón y el corazón. El paciente puede experimentar dolores de cabeza, musculares y articulares, entre otros síntomas.
Quienes la padecen generalmente no se percatan a tiempo, ya que algunos signos se confunden con el proceso de envejecimiento natural del ser humano, lo que puede causar complicaciones que lleven a la muerte. El retraso en el diagnóstico puede superar los 10 años.
Se calcula que en el mundo existen entre 40 y 70 pacientes con acromegalia por cada millón de habitantes.
El término proviene del griego akros, que significa extremidad, y megas, que significa grande. Esta denominación fue propuesta por Pierre Marie, neurólogo francés que publicó la primera descripción de la enfermedad en 1886.

## Epidemiología
La acromegalia es una enfermedad subdiagnosticada. Se estima una prevalencia de 40 casos/1.000.000 y una incidencia de unos 4 o 5 casos/1.000.000 de habitantes por año.
Es más frecuente diagnosticarla entre los cuarenta y los sesenta años, pero puede aparecer en adolescentes o en la tercera edad. Aparece en ambos sexos, algo más frecuentemente en mujeres que en hombres.

## Etiología
La acromegalia aparece en los adultos y se debe a la secreción excesiva de hormona del crecimiento. Cuando la hipersecreción de GH se produce antes de finalizar el crecimiento, en niños o adolescentes, se produce el gigantismo acromegálico, que conlleva tallas exageradamente altas.
En la mayoría de los casos se produce por la existencia de un tumor de hipófisis que secreta GH de forma independiente.
Asimismo, constituye un preocupante efecto adverso de la terapia de reemplazo con hormona del crecimiento artificial, en el tratamiento de la deficiencia de la hormona de crecimiento.

## Cuadro clínico
La acromegalia provoca desfiguración progresiva (que implica principalmente la cara y las extremidades) y aparición de manifestaciones sistémicas, por posible afectación de diversos órganos o sistemas.
El curso de la enfermedad es de progresión lenta, lo que motiva que su diagnóstico pase desaparecibido durante una media de 4 a 10 años desde el comienzo de los primeros signos o síntomas.
Se caracteriza por un crecimiento exagerado de los huesos de la cara (mandíbula, cráneo, frente), las manos y los pies, y también por un agrandamiento de las vísceras y otros tejidos blandos, como el tiroides, el hígado, el riñón y el  corazón.
Las presentaciones varían en cada paciente y dependiendo del curso de la enfermedad. Entre las deformaciones y alteraciones que pueden aparecer se incluyen:
- Frente abultada y ensanchada.
- Tendencia hacia el desarrollo excesivo de la mandíbula, que puede provocar prognatismo (mentón prominente), diátesis dentaria (separación de los dientes) y maloclusión, que puede ir acompañada de dolor o dificultad en la masticación.
- Crecimiento desproporcionado de orejas, labios y lengua (macroglosia), nariz ensanchada y agrandamiento de los senos frontales.
- Crecimiento de manos y pies.
- Piel engrosada, especialmente en la frente, lo que puede provocar la aparición de prominencias frontales.
- Exceso de sudor.
- Voz ronca.
- Dolores osteoarticulares y fatigabilidad (astenia). También puede haber parestesias (hormigueos), dolor y disminución de fuerza muscular (paresia) en una o las dos manos (que produce una compresión del nervio en la muñeca conocido como síndrome del túnel carpiano).
- En las mujeres ciclos menstruales irregulares y galactorrea (producción de leche materna fuera de la lactancia). En los hombres, impotencia sexual. Y en ambos sexos, disminución de la libido (deseo sexual).
- Cardiomegalia (agrandamiento anormal del corazón).
- Hipertensión arterial.
- Ateroesclerosis.
- Mayor tendencia a la diabetes.
- Cefaleas (dolor de cabeza intenso).

### Complicaciones
En caso de que el tumor sufra una hemorragia espontánea y necrosis (apoplejía hipofisaria) puede haber pérdida aguda de la visión o parálisis del nervio craneal.

## Diagnóstico
- Una radiografía de la columna vertebral muestra crecimiento óseo anormal.
- Una resonancia magnética de la hipófisis puede mostrar un tumor hipofisario.
- Una ecocardiografía puede mostrar agrandamiento del corazón, insuficiencia de la válvula mitral o de la válvula aórtica.

Esta enfermedad también puede cambiar los resultados de los siguientes exámenes:
- Glucemia en ayunas.
- Prueba de tolerancia a la glucosa.

## Diagnóstico diferencial
La acromegalia activa debe diferenciarse de los rasgos familiares toscos, las manos y pies grandes y el prognatismo aislado, así como de la acromegalia inactiva (apagada), en la que experimenta una remisión espontánea debido al infarto del adenoma hipofiasario. (Mc Phee, 2008).

## Tratamiento
Existen tres opciones: 
1. Tratamiento neuroquirúrgico, que extirpa el adenoma: en grupos experimentados consigue normalizar el exceso hormonal en dos tercios de los pacientes, sobre todo si los tumores son pequeños (<1 cm). Sin embargo, si el neurocirujano es menos experimentado, el porcentaje de curaciones baja drásticamente.
2. Tratamiento médico, con inyecciones de análogos de somatostatina (1-2 veces al mes, generalmente) o con medicación oral (cabergolina), aunque es menos eficaz.
3. Solo en casos no controlados tras cirugía se puede plantear radioterapia.